# Alpha (álbum)
Alpha es el sexto álbum de estudio de la banda de metal alternativo estadounidense Sevendust.
Alpha es el segundo álbum de la banda con Sonny Mayo en la guitarra rítmica y el primero con él como parte del proceso de escritura. Alpha es también el primer álbum de la banda para ser lanzado bajo el sello Warner solicitantes asylum, haciendo Sevendust  la primera banda de rock y/o metal en grabrar un disco en esta compañía (el resto son de artistas de hip-hop y rap). Las pistas de "Driven" y "Feed" aparecieron en el videojuego, WWE Smackdown vs Raw 2008.

## Listado de canciones
| N.º | Título                  | Duración |  |
| 1.  | «Deathstar»             | 3:38     |  |
| 2.  | «Clueless»              | 3:49     |  |
| 3.  | «Driven»                | 3:48     |  |
| 4.  | «Feed»                  | 3:37     |  |
| 5.  | «Suffer»                | 3:50     |  |
| 6.  | «Beg to Differ»         | 4:00     |  |
| 7.  | «Under»                 | 3:14     |  |
| 8.  | «Story of Your Life»    | 4:09     |  |
| 9.  | «Confessions of Hatred» | 4:09     |  |
| 10. | «Aggression»            | 4:24     |  |
| 11. | «Burn»                  | 9:02     |  |
| 12. | «Alpha»                 | 3:45     |  |

Target Exclusive Bonus Track

| N.º | Título    | Duración |  |
| 13. | «The Rim» | 3:13     |  |

U.K. Import Bonus Tracks

| N.º | Título     | Duración |  |
| 13. | «The Rim»  | 3:13     |  |
| 14. | «Abuse Me» | 3:30     |  |

## Personal
- Lajon Witherspoon - voz principal
- John Connolly - guitarra, coros
- Vinnie Hornsby - guitarra
- Morgan Rose - batería, coros
- Sonny Mayo - guitarra

- Datos: Q3279148